# Lasianthus laxinervis
Lasianthus laxinervis är en måreväxtart som först beskrevs av Bernard Verdcourt, och fick sitt nu gällande namn av Jannerup. Lasianthus laxinervis ingår i släktet Lasianthus och familjen måreväxter. Inga underarter finns listade i Catalogue of Life.